# Caso Erenice Guerra

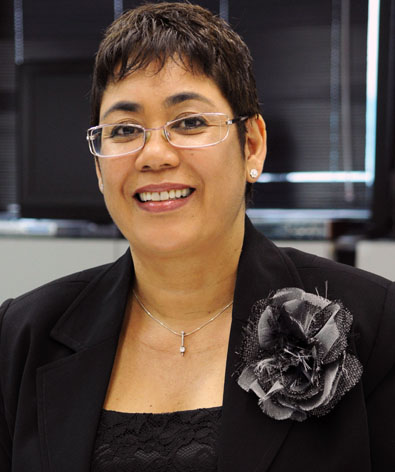
Erenice Guerra, acusada de tráfico de influência

O Caso Erenice Guerra foi um escândalo político que teve estopim no dia 11 de setembro de 2010, graças a uma denúncia da revista Veja, que o filho da ex-ministra da Casa Civil Erenice Guerra, Israel Guerra, estava envolvido em tráfico de influência, favorecendo sua empresa de aviação, MTA linhas aéreas e assim fazendo uma negociação com os Correios. O escândalo culminou com a saída de Erenice Guerra do cargo de Ministra da Casa Civil
No dia 20 de julho de 2012, o juiz federal Vallisney de Souza Oliveira, da 10ª Vara Federal do Distrito Federal, arquivou o processo do caso Erenice Guerra a pedido do ministério público federal, que alegou "não encontrar nada que desse embasamento a uma denúncia criminal."[16] Dias depois, os advogados de Erenice Guerra informaram que estudam processar alguns veículos de comunicação por danos morais, entre eles os advogados citaram a Folha de S.Paulo e a Revista Veja. Segundo eles, as notícias não tiveram objetivos comerciais e sim políticas, visando interferir diretamente nas campanha eleitorais de 2010, mais precisamente no pleito para presidente.[17]

## Denúncias

### Fábio Baracat
No dia 11 de Setembro de 2010, chega as bancas de todo o país a edição nº 2181 revista VEJA com a chamada de capa da reportagem "O Polvo no Poder". Na reportagem é demonstrado que com a anuência de sua mãe, a ministra Erenice Guerra, da Casa Civil, Israel Guerra transformou-se em lobista em Brasília, através de sua empresa a Capital Assessoria e Consultoria,  intermediando contratos entre empresários e órgãos públicos, cobrando para tal uma taxa de sucesso de 6% do valor do negócio. A empresa ainda contava com a participação de Vinicius Castro, funcionário da Casa Civil, e Stevan Knezevic, lotado na presidência.
Ainda segundo a revista o empresário Fábio Baracat afirma, que ao tentar aumentar a participação de suas empresas nos Correios foi aconselhado a se aproximar de Israel Guerra e seus sócios. Seguindo o conselho, o empresário teve alguns encontros preliminares com Israel, que logo depois o levou para um encontro com sua mãe - Erenice Guerra - na época braço-direito da então ministra Dilma Rousseff, não antes de deixar para trás tudo que pudesse registrar o encontro dos dois.
A revista afirma então que Baracat passou a pagar 25.000 reais em dinheiro vivo todo mês para que Israel intermediasse contratos entre suas empresas e órgãos públicos, como retorno as empresas de Baracat obtiveram contratos no valor de 84 milhões de reais, o que rendeu cerca de 5 milhões de reais - entre as mesadas pagas por Baracat e "taxas de sucesso" -  a Israel Guerra e seus sócios. Ao atrasar um dos pagamentos, Baracat afirma ter ouvido de Erenice a seguinte afirmação: "Entenda, Fábio, que nós temos compromissos políticos a cumprir." O que sugere que os recursos angariados iam para a sustentação do grupo político que na época ocupava o governo.
O próprio Baracat, entretanto, publicou nota de esclarecimento desmentindo as acusações da revista.
Nos dia 13 de setembro e 14 de setembro, seguindo recomendações do na época presidente Lula , Erenice envia ofícios a Comissão de Ética da Presidência, Controladoria Geral da União e Ministério da Justiça pedindo início imediato e celeridade nas investigações para apurar sua conduta em relação ao esquema relatada pela VEJA.

### ERDB
Na data de 16 de setembro, o jornal Folha de S.Paulo noticia que a empresa ERDB do Brasil acusa Israel Guerra de cobrar dinheiro para poder obter a liberação de empréstimos no BNDES. Segundo a reportagem, a ERDB teria um projeto de central de energia solar a ser instalado no Nordeste, que estava parado desde 2002 graças a burocracia estatal, então em 2009 os donos da empresa foram instruídos a procurar Israel e seus sócios.
Israel e seus sócios impuseram à empresa o pagamento de 240 mil reais, em seis parcelas, mais 5% de comissão sobre o valor do empréstimo, como condição para que o negócio - um financiamento de 9 bilhões de reais no BNDES - fosse acertado. A ERDB, se sentindo chantageada cortou os contatos com o lobista, para logo após serem procurados por Marco Antônio Oliveira, ex-diretor dos Correios e tio de Vinicius Castro, este dizendo que o negócio no BNDES poderia sair desde que a empresa disponibilizasse 5 milhões de reais para a campanha de Dilma Rousseff.

### MTA e Total Linhas Aéreas
Em reportagem, o jornal Estado de S. Paulo, revela que o presidente dos Correios e sua diretoria aprovaram um contrato superfaturado em 2.8 milhões de reais para favorecer uma empresa de cargas aéreas. O contrato só foi possível graças a Erenice Guerra, que nomeou a nova diretoria da estatal e manobrou para ressuscitar uma licitação que já havia sido cancelada três meses antes pela antiga direção da estatal.
Em documentos obtidos pelo jornal é mostrado que a Total Linhas Aéreas recebeu um contrato de R$ 44,3 milhões, após ser desclassificada de uma licitação no dia 2 de junho, o contrato só foi firmado graças a intervenção do coronel Eduardo Artur Rodrigues - o mesmo que já havia sido mostrado como testa-de-ferro de um argentino da empresa aérea MTA -  que aumentou em  2.8 milhões de reais o valor da primeira licitação que era de 41.5 milhões de reais. Em um relatório o coronel tenta esclarecer os motivos do aumento de preço, escrevendo que os métodos utilizado pelos Correios para chegar a uma estimativa "não são absolutamente precisos". "Fato este que permite a homologação excepcional de licitações por valor acima do previamente estimado em decorrência da variação normal de mercado e desde que haja interesse público", escreve.
O parecer de Eduardo é submetido a votação no conselho da estatal no dia 15 de setembro, no qual é aprovado.

## Consequências
No dia 13 de setembro o assessor jurídico da Casa Civil, Vinícius Castro, pede demissão, mas nega as denúncias a ele dirigidas.
No dia 16 de setembro, Erenice Guerra pede demissão da Casa Civil; em sua carta de demissão ela classificou as acusações de levianas e disse necessitar de paz para se defender. No dia 23 de março de 2011, a CGU divulga relatório apontando "irregularidades graves" em contratos firmados pelo governo federal que teriam sido intermediados pela ministra.
No dia 17 de setembro, Stevan Knezevic deixa de trabalhar na Casa Civil e retoma seu posto original na ANAC.
No dia 19 de setembro, o coronel Eduardo Artur Rodrigues pede demissão dos Correios.
A Master Top Linhas Aéreas (MTA) deixou de operar os contratos com os Correios, e acabou levando multas diárias por isso, e passa por dificuldades financeiras.
Em seus depoimentos na Polícia Federal os empresários Rubnei Quícoli e Fábio Baracat reafirmaram suas declarações prestadas a imprensa.
No dia 20 de julho de 2012, o juiz federal Vallisney de Souza Oliveira, da 10ª Vara Federal do DF, arquivou o processo do caso Erenice Guerra a pedido do ministério público federal, que alegou "não encontrar nada que desse embasamento a uma denúncia criminal." Dias depois, os advogados de Erenice Guerra informaram que estudam processar alguns veículos de comunicação por danos morais, entre eles os advogados citaram a Folha de S.Paulo e a Revista Veja. Segundo eles, as notícias não tiveram objetivos comerciais e sim políticas, visando interferir diretamente nas campanha eleitorais de 2010, mais precisamente no pleito para presidente.